# 놀란 차트

전통적인 형태의 놀란 차트

놀란 차트(Nolan Chart)는 미국의 자유주의 운동가 데이비드 놀란(David Nolan)이 1969년 만든 정치적 스펙트럼 다이어그램으로, 경제적 자유와 개인의 자유를 나타내는 두 축을 따라 정치적 견해를 도표화한 것이다. 이는 전통적인 일차원적인 좌-우/진보-보수 구분을 넘어 정치적 견해 분석을 확장하여 자유주의를 전통적인 스펙트럼 밖에 위치시킨다.

## 위치

단순화된 놀란 차트

전통적인 좌우 구분 및 기타 정치적 분류와는 달리, 원래 형태의 놀란 차트는 "경제적 자유"라는 레이블이 붙은 가로 x축과 "개인의 자유"라는 레이블이 붙은 세로 y축이 있는 두 가지 차원을 가지고 있다. 이는 다섯 개의 섹션으로 나뉜 정사각형과 유사하며 다음 섹션 각각에 라벨이 할당되어 있다.
- 왼쪽 하단 – 통계. 낮은 경제적 자유와 개인적 자유를 지지하는 자유주의의 반대이다.
- 왼쪽 위 – 좌파 정치 철학. 낮은 경제적 자유와 높은 개인적 자유를 지지하는 사람들.
- 오른쪽 하단 – 우익 정치 철학. 높은 경제적 자유와 낮은 개인 자유를 지지하는 사람들.
- 오른쪽 상단 – 자유주의자. 높은 경제적, 개인적 자유를 지지하는 데이비드 놀란 자신의 철학에 부합한다.
- 가운데 – 중도주의. 중앙 지역은 경제적, 개인적 자유와 시장 규제 및 개인적 희생의 필요성 사이에서 균형을 이루는 혼합 시스템을 선호하는 사람들을 위한 정치적 중간 지역을 정의한다.